# بمب‌افکن سبک گونه ۹۸
بمب‌افکن سبک گونه ۹۸ (به ژاپنی: 九八式軽爆撃機) (عنوان طراحی: کی-۳۲) یک هواگرد تک‌باله تک‌موتوره دو سرنشین ساخت شرکت کاواساکی بود که نخستین پرواز خود را ماه مارس سال ۱۹۳۷ انجام داد.

## مشخصات فنی
مشخصات عمومی
- خدمه: ۲ نفر
- طول: ۱۱٫۶۴ متر
- طول بال: ۱۵ متر
- ارتفاع: ۲٫۹ متر
- وزن بارگذاری‌شده: ۳٬۷۷۰ کیلوگرم
- نیرومحرکه: ۱ × موتور وی‌شکل ۱۲ سیلندر کاواساکی ها-۹–۲-کو خنک‌شونده با آب: ۸۵۰ اسب بخار

عملکرد
- حداکثر سرعت: ۴۲۳ کیلومتر بر ساعت در ۳٬۸۴۰ متری
- سقف پروازی: ۸٬۹۲۰ متر
- برد: ۱٬۹۶۵ کیلومتر

تسلیحات
- ۲ × مسلسل ۷٫۷ م‌م
- ۴۵۰ کیلوگرم بمب